# Almut Rothweiler
Almut Rothweiler (* 17. Mai 1928; † 4. Januar 2006 in Feldafing) war eine deutsche Schauspielerin.

## Leben
Die Theaterschauspielerin war 1949 als Helena im Faust zu sehen. Rothweiler ist im Deutschen Bühnenjahrbuch Band 67 gelistet. Erstmals spielte Rothweiler 1953 in dem Film Dame Kobold die Rolle der Dona Claudia. 1955 war sie dann an der Seite ihres Ehemannes Benno Sterzenbach, dessen zweite Frau sie wurde und mit dem sie vier Kinder hatte, als Edeldame in Der Cornet – Die Weise von Liebe und Tod zu sehen. Im gleichen Jahr spielte sie an der Seite von Martin Held im Film Alibi.
Rothweiler ruht auf dem Friedhof Tutzing, Ilkahöhe.

## Filmografie
- 1953: Dame Kobold
- 1955: Der Cornet – Die Weise von Liebe und Tod
- 1955: Alibi